# Mario Pavan
Mario Pavan (ur. 9 października 1918 w Vado Ligure, zm. 16 maja 2003 w Pawii) – włoski entomolog, speleolog, ekolog i nauczyciel akademicki, w 1987 minister środowiska.

## Życiorys
Jeszcze przed II wojną światową zajął się speleologią, badał jaskinie w okolicy Brescii i zajmował się opisywaniem gatunków owadów. Od 1937 należał do Società Entomologica Italiana, włoskiego towarzystwa entomologicznego. W 1943 ukończył nauki przyrodnicze na Uniwersytecie w Pawii. Zajmował się działalnością naukową i dydaktyczną, dochodząc do stanowiska profesora. Prowadził badania nad wydzielinami owadów, wyodrębnił kilkanaście substancji aktywnych biologicznie. Działał na rzecz tworzenia rezerwatów przyrody, przyczynił się m.in. do powstania w 1959 pierwszego rezerwatu ścisłego Sasso Fratino. Ekspert w zakresie ochrony środowiska naturalnego, związany z różnymi europejskimi inicjatywami w tym obszarze.
Od kwietnia do lipca 1987 sprawował urząd ministra środowiska w szóstym rządzie Amintore Fanfaniego.